# Jean Chrysoloras
Jean Chrysoloras est un savant et diplomate byzantin, né le 8 juillet 1360, mort en août 1422 à Constantinople, neveu de l'humaniste Manuel Chrysoloras.
Peu de choses sont connues sur le déroulement de sa vie. On sait qu'il était en Italie avec son oncle en 1400, quand l'empereur Manuel II y commença son grand tour en Occident. C'est probablement à cette époque qu'il épousa une Italienne, Manfredina Doria, de Gênes. De 1403 à 1408, il se trouvait à Constantinople et y assista son oncle dans l'initiation de Guarino Veronese à la culture grecque. En février 1411, il arriva à la cour du pape Jean XXIII à Bologne comme ambassadeur de l'empereur Manuel. Il mena ensuite des missions diplomatiques dans le Despotat de Morée et auprès de l'empereur germanique Sigismond.
Vers la fin de 1420, François Philelphe arriva à Constantinople comme chancelier du baile de Venise ; c'était un élève de Guarino Veronese, qui l'avait recommandé à Jean Chrysoloras. Le 22 août 1422, pendant le siège de la ville par le sultan ottoman Mourad II, Chrysoloras, à l'agonie, dicta son testament à Philelphe. Ce dernier devint, auprès de la veuve Manfredina Doria, le tuteur des filles mineures de Chrysoloras.